# Europees kampioenschap handbal vrouwen 2024
Het 16e Europees kampioenschap handbal vrouwen werd gehouden van 28 november 2024 tot en met 15 december 2024 in Oostenrijk , Hongarije en Zwitserland. Er deden vierentwintig landen mee, waarvan er twaalf naar de tweede ronde gingen. Van die twaalf gingen er vier door naar de knock-outfase.
Titelverdediger Noorwegen won het toernooi door in de finale Denemarken te verslaan. Het brons ging naar Hongarije dat te sterk was voor Frankrijk.

## Kwalificatie

### Gekwalificeerde teams
| Land            | Gekwalificeerd als                           | Datum van Kwalificatie |
| --------------- | -------------------------------------------- | ---------------------- |
| Oostenrijk      | Gastland                                     | 25 januari 2020        |
| Hongarije       | Gastland                                     | 25 januari 2020        |
| Zwitserland     | Gastland                                     | 25 januari 2020        |
| Noorwegen       | Titelhouder/regerend kampioen                | 20 november 2022       |
| Denemarken      | Top2 Groep 8                                 | 28 februari 2024       |
| Zweden          | Top2 Groep 7                                 | 2 maart 2024           |
| Nederland       | Top2 Groep 3                                 | 3 maart 2024           |
| Roemenië        | Top2 Groep 1                                 | 3 maart 2024           |
| Frankrijk       | Top2 Groep 4                                 | 3 maart 2024           |
| Spanje          | Top2 Groep 5                                 | 3 maart 2024           |
| Montenegro      | Top2 Groep 6                                 | 3 maart 2024           |
| Kroatië         | Top2 Groep 1                                 | 3 april 2024           |
| Noord-Macedonië | Top2 Groep 5                                 | 3 april 2024           |
| Duitsland       | Top2 Groep 2                                 | 4 april 2024           |
| Oekraïne        | Top2 Groep 2                                 | 7 april 2024           |
| Tsjechië        | Top2 Groep 3                                 | 7 april 2024           |
| Slovenië        | Top2 Groep 4                                 | 7 april 2024           |
| Servië          | Top2 Groep 6                                 | 7 april 2024           |
| IJsland         | Top2 Groep 7                                 | 7 april 2024           |
| Polen           | Top2 Groep 8                                 | 7 april 2024           |
| Turkije         | Een van de vier beste derde geplaatste teams | 7 april 2024           |
| Slowakije       | Een van de vier beste derde geplaatste teams | 7 april 2024           |
| Portugal        | Een van de vier beste derde geplaatste teams | 7 april 2024           |
| Faeröer         | Een van de vier beste derde geplaatste teams | 7 april 2024           |

## Speelsteden
De laatste wedstrijden zouden origineel gespeeld worden in de MVM Dome te Boedapest, Hongarije, maar werd later verplaatst naar de Wiener Stadthalle te Wenen, Oostenrijk.
| Innsbruck, Oostenrijk              | Debrecen, Hongarije                  |
| ---------------------------------- | ------------------------------------ |
| Olympiahalle Capaciteit: 8.000     | Főnix Hall Capaciteit: 6.500         |
|                                    |                                      |
| Bazel, Zwitserland                 | Wenen, Oostenrijk                    |
| St. Jakobshalle Capaciteit: 12.400 | Wiener Stadthalle Capaciteit: 12.000 |
|                                    |                                      |

## Voorronde

### Groep A
| Pos | Team            | Wed | W | G | V | Ptn | DV  | DT  | +/− | Kwalificatie |
| --- | --------------- | --- | - | - | - | --- | --- | --- | --- | ------------ |
| 1   | Hongarije (G)   | 3   | 3 | 0 | 0 | 6   | 91  | 68  | +23 | Hoofdronde   |
| 2   | Zweden          | 3   | 2 | 0 | 1 | 4   | 100 | 69  | +31 | Hoofdronde   |
| 3   | Noord-Macedonië | 3   | 0 | 1 | 2 | 1   | 62  | 82  | −20 |              |
| 4   | Turkije         | 3   | 0 | 1 | 2 | 1   | 68  | 102 | −34 |              |

| 28 november 2024 18:00 | Hongarije               | 30-24   | Turkije | Főnix Hall, Debrecen Toeschouwers: 2927 Scheidsrechters: Praštalo, Balvan ( BIH) |
| 28 november 2024 18:00 | Győri-Lukács, Klujber 6 | (13-8)  | İskit 5 | Főnix Hall, Debrecen Toeschouwers: 2927 Scheidsrechters: Praštalo, Balvan ( BIH) |
| 28 november 2024 18:00 | 1×                      | verslag | 2×      | Főnix Hall, Debrecen Toeschouwers: 2927 Scheidsrechters: Praštalo, Balvan ( BIH) |

| 28 november 2024 20:30 | Zweden   | 28-18   | Noord-Macedonië | Főnix Hall, Debrecen Toeschouwers: 580 Scheidsrechters: Duplii, Pobedrina ( UKR) |
| 28 november 2024 20:30 | Hagman 9 | (15-7)  | vier spelers 3  | Főnix Hall, Debrecen Toeschouwers: 580 Scheidsrechters: Duplii, Pobedrina ( UKR) |
| 28 november 2024 20:30 | 2×       | verslag | 5×              | Főnix Hall, Debrecen Toeschouwers: 580 Scheidsrechters: Duplii, Pobedrina ( UKR) |

| 30 november 2024 18:00 | Zweden    | 25-32   | Hongarije | Főnix Hall, Debrecen Toeschouwers: 4163 Scheidsrechters: Weijmans, Wolbertus ( NED) |
| 30 november 2024 18:00 | Carlson 6 | (13-16) | Klujber 8 | Főnix Hall, Debrecen Toeschouwers: 4163 Scheidsrechters: Weijmans, Wolbertus ( NED) |
| 30 november 2024 18:00 | 2×        | verslag | 5×        | Főnix Hall, Debrecen Toeschouwers: 4163 Scheidsrechters: Weijmans, Wolbertus ( NED) |

| 30 november 2024 20:30 | Noord-Macedonië | 25-25   | Turkije    | Főnix Hall, Debrecen Toeschouwers: 2160 Scheidsrechters: Braseth, Sundet ( NOR) |
| 30 november 2024 20:30 | Ristovska 8     | (12-15) | Gökdemir 7 | Főnix Hall, Debrecen Toeschouwers: 2160 Scheidsrechters: Braseth, Sundet ( NOR) |
| 30 november 2024 20:30 | 5×              | verslag | 3×         | Főnix Hall, Debrecen Toeschouwers: 2160 Scheidsrechters: Braseth, Sundet ( NOR) |

| 2 december 2024 18:00 | Noord-Macedonië | 19-29   | Hongarije          | Főnix Hall, Debrecen Toeschouwers: 3409 Scheidsrechters: Hansen, Jensen ( DEN) |
| 2 december 2024 18:00 | Ristovska 6     | (10-11) | Szöllősi-Schatzl 6 | Főnix Hall, Debrecen Toeschouwers: 3409 Scheidsrechters: Hansen, Jensen ( DEN) |
| 2 december 2024 18:00 | 5×              | verslag | 4×                 | Főnix Hall, Debrecen Toeschouwers: 3409 Scheidsrechters: Hansen, Jensen ( DEN) |

| 2 december 2024 20:30 | Turkije        | 19-47   | Zweden    | Főnix Hall, Debrecen Toeschouwers: 1970 Scheidsrechters: Brkić, Jusufhodžić ( AUT) |
| 2 december 2024 20:30 | drie spelers 3 | (12-25) | Hagman 11 | Főnix Hall, Debrecen Toeschouwers: 1970 Scheidsrechters: Brkić, Jusufhodžić ( AUT) |
| 2 december 2024 20:30 | 3× 1×          | verslag | 4×        | Főnix Hall, Debrecen Toeschouwers: 1970 Scheidsrechters: Brkić, Jusufhodžić ( AUT) |

### Groep B
| Pos | Team       | Wed | W | G | V | Ptn | DV | DT | +/− | Kwalificatie |
| --- | ---------- | --- | - | - | - | --- | -- | -- | --- | ------------ |
| 1   | Montenegro | 3   | 3 | 0 | 0 | 6   | 79 | 64 | +15 | Hoofdronde   |
| 2   | Roemenië   | 3   | 2 | 0 | 1 | 4   | 81 | 80 | +1  | Hoofdronde   |
| 3   | Tsjechië   | 3   | 1 | 0 | 2 | 2   | 76 | 81 | −5  |              |
| 4   | Servië     | 3   | 0 | 0 | 3 | 0   | 67 | 78 | −11 |              |

| 29 november 2024 18:00 | Roemenië  | 29-28   | Tsjechië     | Főnix Hall, Debrecen Scheidsrechters: Brkić, Jusufhodžić ( AUT) |
| 29 november 2024 18:00 | Bazaliu 9 | (11-13) | Cholevová 11 | Főnix Hall, Debrecen Scheidsrechters: Brkić, Jusufhodžić ( AUT) |
| 29 november 2024 18:00 | 2×        | verslag | 1×           | Főnix Hall, Debrecen Scheidsrechters: Brkić, Jusufhodžić ( AUT) |

| 29 november 2024 20:30 | Montenegro  | 24-18   | Servië    | Főnix Hall, Debrecen Toeschouwers: 2036 Scheidsrechters: I. Covalciuc, A. Covalciuc ( MDA) |
| 29 november 2024 20:30 | Jauković 11 | (11-8)  | Jovović 7 | Főnix Hall, Debrecen Toeschouwers: 2036 Scheidsrechters: I. Covalciuc, A. Covalciuc ( MDA) |
| 29 november 2024 20:30 | 7×          | verslag | 2×        | Főnix Hall, Debrecen Toeschouwers: 2036 Scheidsrechters: I. Covalciuc, A. Covalciuc ( MDA) |

| 1 december 2024 18:00 | Montenegro | 27-25   | Roemenië      | Főnix Hall, Debrecen Toeschouwers: 2074 Scheidsrechters: Backović, Palačković ( SLO) |
| 1 december 2024 18:00 | Mugoša 8   | (16-12) | Seraficeanu 6 | Főnix Hall, Debrecen Toeschouwers: 2074 Scheidsrechters: Backović, Palačković ( SLO) |
| 1 december 2024 18:00 | 1× 4×      | verslag | 2× 4×         | Főnix Hall, Debrecen Toeschouwers: 2074 Scheidsrechters: Backović, Palačković ( SLO) |

| 1 december 2024 20:30 | Servië       | 24-27   | Tsjechië               | Főnix Hall, Debrecen Toeschouwers: 1070 Scheidsrechters: Barysas, Petrušis ( LTU) |
| 1 december 2024 20:30 | Janjušević 9 | (13-14) | Cholevová, Jeřábková 8 | Főnix Hall, Debrecen Toeschouwers: 1070 Scheidsrechters: Barysas, Petrušis ( LTU) |
| 1 december 2024 20:30 | 1×           | verslag | 1× 3×                  | Főnix Hall, Debrecen Toeschouwers: 1070 Scheidsrechters: Barysas, Petrušis ( LTU) |

| 3 december 2024 18:00 | Servië       | 25-27   | Roemenië              | Főnix Hall, Debrecen Toeschouwers: 1366 Scheidsrechters: Braseth, Sundet ( NOR) |
| 3 december 2024 18:00 | Janjušević 7 | (16-13) | Seraficeanu, Stoica 5 | Főnix Hall, Debrecen Toeschouwers: 1366 Scheidsrechters: Braseth, Sundet ( NOR) |
| 3 december 2024 18:00 | 7×           | verslag | 1× 4×                 | Főnix Hall, Debrecen Toeschouwers: 1366 Scheidsrechters: Braseth, Sundet ( NOR) |

| 3 december 2024 20:30 | Tsjechië                 | 21-28   | Montenegro | Főnix Hall, Debrecen Toeschouwers: 1404 Scheidsrechters: Weijmans, Wolbertus ( NED) |
| 3 december 2024 20:30 | A. Franková, Jeřábková 4 | (4-12)  | Jauković 8 | Főnix Hall, Debrecen Toeschouwers: 1404 Scheidsrechters: Weijmans, Wolbertus ( NED) |
| 3 december 2024 20:30 | 1× 6×                    | verslag | 5× 1×      | Főnix Hall, Debrecen Toeschouwers: 1404 Scheidsrechters: Weijmans, Wolbertus ( NED) |

### Groep C
| Pos | Team      | Wed | W | G | V | Ptn | DV | DT | +/− | Kwalificatie |
| --- | --------- | --- | - | - | - | --- | -- | -- | --- | ------------ |
| 1   | Frankrijk | 3   | 3 | 0 | 0 | 6   | 87 | 60 | +27 | Hoofdronde   |
| 2   | Polen     | 3   | 2 | 0 | 1 | 4   | 70 | 79 | −9  | Hoofdronde   |
| 3   | Spanje    | 3   | 1 | 0 | 2 | 2   | 75 | 74 | +1  |              |
| 4   | Portugal  | 3   | 0 | 0 | 3 | 0   | 61 | 80 | −19 |              |

| 28 november 2024 18:00 | Spanje   | 30-24   | Portugal  | St. Jakobshalle, Bazel Toeschouwers: 2669 Scheidsrechters: Backović, Palačković ( SLO) |
| 28 november 2024 18:00 | Campos 8 | (12-12) | Resende 8 | St. Jakobshalle, Bazel Toeschouwers: 2669 Scheidsrechters: Backović, Palačković ( SLO) |
| 28 november 2024 18:00 | 2×       | verslag | 1× 3×     | St. Jakobshalle, Bazel Toeschouwers: 2669 Scheidsrechters: Backović, Palačković ( SLO) |

| 28 november 2024 20:30 | Frankrijk  | 35-22   | Polen        | St. Jakobshalle, Bazel Toeschouwers: 2682 Scheidsrechters: Hansen, Jensen ( DEN) |
| 28 november 2024 20:30 | Coatanea 5 | (18-10) | Uścinowicz 4 | St. Jakobshalle, Bazel Toeschouwers: 2682 Scheidsrechters: Hansen, Jensen ( DEN) |
| 28 november 2024 20:30 | 1×         | verslag | 1× 4×        | St. Jakobshalle, Bazel Toeschouwers: 2682 Scheidsrechters: Hansen, Jensen ( DEN) |

| 30 november 2024 15:30 | Polen        | 22-21   | Portugal | St. Jakobshalle, Bazel Toeschouwers: 3663 Scheidsrechters: Doychinov, Goretsov ( BUL) |
| 30 november 2024 15:30 | Kobylińska 7 | (11-10) | Lopes 5  | St. Jakobshalle, Bazel Toeschouwers: 3663 Scheidsrechters: Doychinov, Goretsov ( BUL) |
| 30 november 2024 15:30 | 2× 4×        | verslag | 1× 6×    | St. Jakobshalle, Bazel Toeschouwers: 3663 Scheidsrechters: Doychinov, Goretsov ( BUL) |

| 30 november 2024 18:00 | Frankrijk   | 24-22   | Spanje       | St. Jakobshalle, Bazel Toeschouwers: 4056 Scheidsrechters: Merisi, Pepe ( ITA) |
| 30 november 2024 18:00 | Valentini 6 | (10-11) | So Delgado 9 | St. Jakobshalle, Bazel Toeschouwers: 4056 Scheidsrechters: Merisi, Pepe ( ITA) |
| 30 november 2024 18:00 | 1× 3×       | verslag | 1× 3×        | St. Jakobshalle, Bazel Toeschouwers: 4056 Scheidsrechters: Merisi, Pepe ( ITA) |

| 2 december 2024 18:00 | Polen    | 26-23   | Spanje            | St. Jakobshalle, Bazel Toeschouwers: 1425 Scheidsrechters: A. Covalciuc, I. Covalciuc ( MDA) |
| 2 december 2024 18:00 | Rosiak 6 | (14-12) | Erauskin, Vegué 6 | St. Jakobshalle, Bazel Toeschouwers: 1425 Scheidsrechters: A. Covalciuc, I. Covalciuc ( MDA) |
| 2 december 2024 18:00 | 8× 1×    | verslag | 1×                | St. Jakobshalle, Bazel Toeschouwers: 1425 Scheidsrechters: A. Covalciuc, I. Covalciuc ( MDA) |

| 2 december 2024 20:30 | Portugal   | 16-28   | Frankrijk           | St. Jakobshalle, Bazel Toeschouwers: 1349 Scheidsrechters: Duplii, Pobedrina ( UKR) |
| 2 december 2024 20:30 | Sequeira 4 | (8-16)  | Bouktit, Toublanc 5 | St. Jakobshalle, Bazel Toeschouwers: 1349 Scheidsrechters: Duplii, Pobedrina ( UKR) |
| 2 december 2024 20:30 | 1×         | verslag | 2×                  | St. Jakobshalle, Bazel Toeschouwers: 1349 Scheidsrechters: Duplii, Pobedrina ( UKR) |

### Groep D
| Pos | Team            | Wed | W | G | V | Ptn | DV  | DT | +/− | Kwalificatie |
| --- | --------------- | --- | - | - | - | --- | --- | -- | --- | ------------ |
| 1   | Denemarken      | 3   | 3 | 0 | 0 | 6   | 102 | 80 | +22 | Hoofdronde   |
| 2   | Zwitserland (G) | 3   | 2 | 0 | 1 | 4   | 84  | 82 | +2  | Hoofdronde   |
| 3   | Faeröer         | 3   | 0 | 1 | 2 | 1   | 66  | 78 | −12 |              |
| 4   | Kroatië         | 3   | 0 | 1 | 2 | 1   | 65  | 77 | −12 |              |

| 29 november 2024 18:00 | Zwitserland | 28-25   | Faeröer               | St. Jakobshalle, Bazel Scheidsrechters: Barysas, Petrušis ( LTU) |
| 29 november 2024 18:00 | Gautschi 8  | (13-7)  | Brandenborg, Mittún 7 | St. Jakobshalle, Bazel Scheidsrechters: Barysas, Petrušis ( LTU) |
| 29 november 2024 18:00 | 2×          | verslag | 4×                    | St. Jakobshalle, Bazel Scheidsrechters: Barysas, Petrušis ( LTU) |

| 29 november 2024 20:30 | Denemarken | 34-26   | Kroatië    | St. Jakobshalle, Bazel Toeschouwers: 4538 Scheidsrechters: Lidacka, Lesiak ( POL) |
| 29 november 2024 20:30 | Møller 7   | (16-13) | Pavlović 6 | St. Jakobshalle, Bazel Toeschouwers: 4538 Scheidsrechters: Lidacka, Lesiak ( POL) |
| 29 november 2024 20:30 | 5×         | verslag | 4×         | St. Jakobshalle, Bazel Toeschouwers: 4538 Scheidsrechters: Lidacka, Lesiak ( POL) |

| 1 december 2024 15:30 | Kroatië | 17-17   | Faeröer             | St. Jakobshalle, Bazel Toeschouwers: 4855 Scheidsrechters: Doychinov, Goretsov ( BUL) |
| 1 december 2024 15:30 | Ježić 5 | (9-8)   | Mittún, Samuelsen 5 | St. Jakobshalle, Bazel Toeschouwers: 4855 Scheidsrechters: Doychinov, Goretsov ( BUL) |
| 1 december 2024 15:30 | 2× 3×   | verslag | 1×                  | St. Jakobshalle, Bazel Toeschouwers: 4855 Scheidsrechters: Doychinov, Goretsov ( BUL) |

| 1 december 2024 18:00 | Denemarken | 35-30   | Zwitserland | St. Jakobshalle, Bazel Toeschouwers: 5423 Scheidsrechters: Merisi, Pepe ( ITA) |
| 1 december 2024 18:00 | Friis 9    | (19-15) | Schmid 8    | St. Jakobshalle, Bazel Toeschouwers: 5423 Scheidsrechters: Merisi, Pepe ( ITA) |
| 1 december 2024 18:00 | 1× 3×      | verslag | 1× 2×       | St. Jakobshalle, Bazel Toeschouwers: 5423 Scheidsrechters: Merisi, Pepe ( ITA) |

| 3 december 2024 18:00 | Faeröer        | 24-33   | Denemarken   | St. Jakobshalle, Bazel Toeschouwers: 3074 Scheidsrechters: Altmár, Horváth ( HUN) |
| 3 december 2024 18:00 | Brandenborg 10 | (8-15)  | Østergaard 5 | St. Jakobshalle, Bazel Toeschouwers: 3074 Scheidsrechters: Altmár, Horváth ( HUN) |
| 3 december 2024 18:00 | 1× 2× 1×       | verslag | 4×           | St. Jakobshalle, Bazel Toeschouwers: 3074 Scheidsrechters: Altmár, Horváth ( HUN) |

| 3 december 2024 20:30 | Kroatië           | 22-26   | Zwitserland       | St. Jakobshalle, Bazel Toeschouwers: 3826 Scheidsrechters: Carmaux, Mursch ( FRA) |
| 3 december 2024 20:30 | Barišić, Birtić 5 | (10-16) | Baumann, Schmid 6 | St. Jakobshalle, Bazel Toeschouwers: 3826 Scheidsrechters: Carmaux, Mursch ( FRA) |
| 3 december 2024 20:30 | 4×                | verslag | 1× 2×             | St. Jakobshalle, Bazel Toeschouwers: 3826 Scheidsrechters: Carmaux, Mursch ( FRA) |

### Groep E
| Pos | Team           | Wed | W | G | V | Ptn | DV  | DT  | +/− | Kwalificatie |
| --- | -------------- | --- | - | - | - | --- | --- | --- | --- | ------------ |
| 1   | Noorwegen      | 3   | 3 | 0 | 0 | 6   | 109 | 65  | +44 | Hoofdronde   |
| 2   | Slovenië       | 3   | 2 | 0 | 1 | 4   | 88  | 81  | +7  | Hoofdronde   |
| 3   | Oostenrijk (G) | 3   | 1 | 0 | 2 | 2   | 85  | 87  | −2  |              |
| 4   | Slowakije      | 3   | 0 | 0 | 3 | 0   | 63  | 112 | −49 |              |

| 28 november 2024 18:00 | Oostenrijk          | 37-24   | Slowakije | Olympiahalle, Innsbruck Toeschouwers: 2414 Scheidsrechters: Lovin, Stancu ( ROU) |
| 28 november 2024 18:00 | Ivančok, Reichert 8 | (17-11) | Lancz 9   | Olympiahalle, Innsbruck Toeschouwers: 2414 Scheidsrechters: Lovin, Stancu ( ROU) |
| 28 november 2024 18:00 | 6×                  | verslag | 1×        | Olympiahalle, Innsbruck Toeschouwers: 2414 Scheidsrechters: Lovin, Stancu ( ROU) |

| 28 november 2024 20:30 | Noorwegen | 33-26   | Slovenië | Olympiahalle, Innsbruck Toeschouwers: 1524 Scheidsrechters: Carmaux, Mursch ( FRA) |
| 28 november 2024 20:30 | Reistad 9 | (16-11) | Stanko 7 | Olympiahalle, Innsbruck Toeschouwers: 1524 Scheidsrechters: Carmaux, Mursch ( FRA) |
| 28 november 2024 20:30 | 1× 4×     | verslag | 4×       | Olympiahalle, Innsbruck Toeschouwers: 1524 Scheidsrechters: Carmaux, Mursch ( FRA) |

| 30 november 2024 18:00 | Noorwegen  | 38-24   | Oostenrijk     | Olympiahalle, Innsbruck Toeschouwers: 3730 Scheidsrechters: Vujačić, Kažanegra ( MNE) |
| 30 november 2024 18:00 | Breistøl 6 | (23-14) | drie spelers 4 | Olympiahalle, Innsbruck Toeschouwers: 3730 Scheidsrechters: Vujačić, Kažanegra ( MNE) |
| 30 november 2024 18:00 | 4×         | verslag | 2×             | Olympiahalle, Innsbruck Toeschouwers: 3730 Scheidsrechters: Vujačić, Kažanegra ( MNE) |

| 30 november 2024 20:30 | Slovenië | 37-24   | Slowakije    | Olympiahalle, Innsbruck Toeschouwers: 1766 Scheidsrechters: Antić, Jakovljević ( SRB) |
| 30 november 2024 20:30 | Stanko 9 | (18-10) | Šutranová 11 | Olympiahalle, Innsbruck Toeschouwers: 1766 Scheidsrechters: Antić, Jakovljević ( SRB) |
| 30 november 2024 20:30 | 8×       | verslag | 7×           | Olympiahalle, Innsbruck Toeschouwers: 1766 Scheidsrechters: Antić, Jakovljević ( SRB) |

| 2 december 2024 18:00 | Slovenië | 25-24   | Oostenrijk | Olympiahalle, Innsbruck Toeschouwers: 3341 Scheidsrechters: Álvarez, Bustamante ( ESP) |
| 2 december 2024 18:00 | Stanko 8 | (13-13) | Reichert 9 | Olympiahalle, Innsbruck Toeschouwers: 3341 Scheidsrechters: Álvarez, Bustamante ( ESP) |
| 2 december 2024 18:00 | 1× 3×    | verslag | 1× 3×      | Olympiahalle, Innsbruck Toeschouwers: 3341 Scheidsrechters: Álvarez, Bustamante ( ESP) |

| 2 december 2024 20:30 | Slowakije   | 15-38   | Noorwegen | Olympiahalle, Innsbruck Toeschouwers: 1560 Scheidsrechters: Lidacka, Lesiak ( POL) |
| 2 december 2024 20:30 | Šutranová 5 | (8-20)  | Herrem 8  | Olympiahalle, Innsbruck Toeschouwers: 1560 Scheidsrechters: Lidacka, Lesiak ( POL) |
| 2 december 2024 20:30 | 1×          | verslag | 3×        | Olympiahalle, Innsbruck Toeschouwers: 1560 Scheidsrechters: Lidacka, Lesiak ( POL) |

### Groep F
| Pos | Team      | Wed | W | G | V | Ptn | DV | DT  | +/− | Kwalificatie |
| --- | --------- | --- | - | - | - | --- | -- | --- | --- | ------------ |
| 1   | Nederland | 3   | 3 | 0 | 0 | 6   | 99 | 70  | +29 | Hoofdronde   |
| 2   | Duitsland | 3   | 2 | 0 | 1 | 4   | 82 | 65  | +17 | Hoofdronde   |
| 3   | IJsland   | 3   | 1 | 0 | 2 | 2   | 71 | 81  | −10 |              |
| 4   | Oekraïne  | 3   | 0 | 0 | 3 | 0   | 64 | 100 | −36 |              |

| 29 november 2024 18:00 | Nederland      | 27-25   | IJsland         | Olympiahalle, Innsbruck Toeschouwers: 2076 Scheidsrechters: Altmár, Horváth ( HUN) |
| 29 november 2024 18:00 | drie spelers 5 | (12-12) | Albertsdóttir 8 | Olympiahalle, Innsbruck Toeschouwers: 2076 Scheidsrechters: Altmár, Horváth ( HUN) |
| 29 november 2024 18:00 | 5×             | verslag | 1× 2×           | Olympiahalle, Innsbruck Toeschouwers: 2076 Scheidsrechters: Altmár, Horváth ( HUN) |

| 29 november 2024 20:30 | Duitsland   | 30-17   | Oekraïne   | Olympiahalle, Innsbruck Toeschouwers: 2437 Scheidsrechters: Antić, Jakovljević ( SRB) |
| 29 november 2024 20:30 | Grijseels 6 | (15-9)  | Horilska 4 | Olympiahalle, Innsbruck Toeschouwers: 2437 Scheidsrechters: Antić, Jakovljević ( SRB) |
| 29 november 2024 20:30 | 1× 6×       | verslag | 5×         | Olympiahalle, Innsbruck Toeschouwers: 2437 Scheidsrechters: Antić, Jakovljević ( SRB) |

| 1 december 2024 18:00 | Nederland  | 29-22   | Duitsland   | Olympiahalle, Innsbruck Toeschouwers: 2437 Scheidsrechters: Álvarez, Bustamante ( ESP) |
| 1 december 2024 18:00 | Housheer 7 | (15-14) | Grijseels 5 | Olympiahalle, Innsbruck Toeschouwers: 2437 Scheidsrechters: Álvarez, Bustamante ( ESP) |
| 1 december 2024 18:00 | 1× 4×      | verslag | 1× 4×       | Olympiahalle, Innsbruck Toeschouwers: 2437 Scheidsrechters: Álvarez, Bustamante ( ESP) |

| 1 december 2024 20:30 | IJsland         | 27-24   | Oekraïne   | Olympiahalle, Innsbruck Toeschouwers: 1155 Scheidsrechters: Lovin, Stancu ( ROU) |
| 1 december 2024 20:30 | Albertsdóttir 7 | (16-9)  | Smbatian 8 | Olympiahalle, Innsbruck Toeschouwers: 1155 Scheidsrechters: Lovin, Stancu ( ROU) |
| 1 december 2024 20:30 | 1× 6×           | verslag | 1× 6×      | Olympiahalle, Innsbruck Toeschouwers: 1155 Scheidsrechters: Lovin, Stancu ( ROU) |

| 3 december 2024 18:00 | Oekraïne   | 23-43   | Nederland | Olympiahalle, Innsbruck Toeschouwers: 1019 Scheidsrechters: Vujačić, Kažanegra ( MNE) |
| 3 december 2024 18:00 | Smbatian 7 | (12-24) | Dekker 9  | Olympiahalle, Innsbruck Toeschouwers: 1019 Scheidsrechters: Vujačić, Kažanegra ( MNE) |
| 3 december 2024 18:00 | 1× 4×      | verslag | 5×        | Olympiahalle, Innsbruck Toeschouwers: 1019 Scheidsrechters: Vujačić, Kažanegra ( MNE) |

| 3 december 2024 20:30 | IJsland         | 19-30   | Duitsland | Olympiahalle, Innsbruck Toeschouwers: 2056 Scheidsrechters: Praštalo, Balvan ( BIH) |
| 3 december 2024 20:30 | Albertsdóttir 6 | (10-14) | Engel 7   | Olympiahalle, Innsbruck Toeschouwers: 2056 Scheidsrechters: Praštalo, Balvan ( BIH) |
| 3 december 2024 20:30 | 2× 3×           | verslag | 2×        | Olympiahalle, Innsbruck Toeschouwers: 2056 Scheidsrechters: Praštalo, Balvan ( BIH) |

## Hoofdronde

### Groep I
| Pos | Team          | Wed | W | G | V | Ptn | DV  | DT  | +/− | Kwalificatie              |
| --- | ------------- | --- | - | - | - | --- | --- | --- | --- | ------------------------- |
| 1   | Frankrijk     | 5   | 5 | 0 | 0 | 10  | 157 | 124 | +33 | Halve finales             |
| 2   | Hongarije (G) | 5   | 4 | 0 | 1 | 8   | 153 | 125 | +28 | Halve finales             |
| 3   | Zweden        | 5   | 2 | 0 | 3 | 4   | 133 | 137 | −4  | Wedstrijd om 5e/6e plaats |
| 4   | Montenegro    | 5   | 2 | 0 | 3 | 4   | 124 | 135 | −11 |                           |
| 5   | Polen         | 5   | 1 | 0 | 4 | 2   | 125 | 153 | −28 |                           |
| 6   | Roemenië      | 5   | 1 | 0 | 4 | 2   | 128 | 146 | −18 |                           |

| 5 december 2024 15:30 | Zweden   | 33-25   | Polen        | Főnix Hall, Debrecen Toeschouwers: 786 Scheidsrechters: Antić, Jakovljević ( SRB) |
| 5 december 2024 15:30 | Hagman 9 | (17-15) | Kobylińska 6 | Főnix Hall, Debrecen Toeschouwers: 786 Scheidsrechters: Antić, Jakovljević ( SRB) |
| 5 december 2024 15:30 | 4×       | verslag | 1× 6× 1×     | Főnix Hall, Debrecen Toeschouwers: 786 Scheidsrechters: Antić, Jakovljević ( SRB) |

| 5 december 2024 18:00 | Frankrijk   | 30-25   | Roemenië  | Főnix Hall, Debrecen Toeschouwers: 1481 Scheidsrechters: Hansen, Jensen ( DEN) |
| 5 december 2024 18:00 | Valentini 6 | (12-9)  | Bazaliu 6 | Főnix Hall, Debrecen Toeschouwers: 1481 Scheidsrechters: Hansen, Jensen ( DEN) |
| 5 december 2024 18:00 | 7×          | verslag | 1× 5×     | Főnix Hall, Debrecen Toeschouwers: 1481 Scheidsrechters: Hansen, Jensen ( DEN) |

| 5 december 2024 20:30 | Hongarije | 26-20   | Montenegro | Főnix Hall, Debrecen Toeschouwers: 2067 Scheidsrechters: Álvarez, Bustamante ( ESP) |
| 5 december 2024 20:30 | Klujber 6 | (16-11) | Jauković 5 | Főnix Hall, Debrecen Toeschouwers: 2067 Scheidsrechters: Álvarez, Bustamante ( ESP) |
| 5 december 2024 20:30 | 1× 3×     | verslag | 4×         | Főnix Hall, Debrecen Toeschouwers: 2067 Scheidsrechters: Álvarez, Bustamante ( ESP) |

| 6 december 2024 15:30 | Zweden      | 23-25   | Roemenië  | Főnix Hall, Debrecen Toeschouwers: 1520 Scheidsrechters: Weijmans, Wolbertus ( NED) |
| 6 december 2024 15:30 | Lindqvist 5 | (8-12)  | Bazaliu 8 | Főnix Hall, Debrecen Toeschouwers: 1520 Scheidsrechters: Weijmans, Wolbertus ( NED) |
| 6 december 2024 15:30 | 2×          | verslag | 1×        | Főnix Hall, Debrecen Toeschouwers: 1520 Scheidsrechters: Weijmans, Wolbertus ( NED) |

| 6 december 2024 18:00 | Frankrijk | 31-23   | Montenegro  | Főnix Hall, Debrecen Toeschouwers: 2041 Scheidsrechters: Braseth, Sundet ( NOR) |
| 6 december 2024 18:00 | Zaadi 7   | (15-11) | Pavićević 6 | Főnix Hall, Debrecen Toeschouwers: 2041 Scheidsrechters: Braseth, Sundet ( NOR) |
| 6 december 2024 18:00 | 1× 5× 1×  | verslag | 3×          | Főnix Hall, Debrecen Toeschouwers: 2041 Scheidsrechters: Braseth, Sundet ( NOR) |

| 6 december 2024 20:30 | Hongarije | 31-21   | Polen    | Főnix Hall, Debrecen Toeschouwers: 2955 Scheidsrechters: Brkić, Jusufhodžić ( AUT) |
| 6 december 2024 20:30 | Vámos 8   | (17-9)  | Rosiak 4 | Főnix Hall, Debrecen Toeschouwers: 2955 Scheidsrechters: Brkić, Jusufhodžić ( AUT) |
| 6 december 2024 20:30 | 4×        | verslag | 5×       | Főnix Hall, Debrecen Toeschouwers: 2955 Scheidsrechters: Brkić, Jusufhodžić ( AUT) |

| 8 december 2024 15:30 | Montenegro | 30-28   | Polen        | Főnix Hall, Debrecen Toeschouwers: 1872 Scheidsrechters: Hansen, Jensen ( DEN) |
| 8 december 2024 15:30 | Jauković 8 | (14-14) | Kobylińska 6 | Főnix Hall, Debrecen Toeschouwers: 1872 Scheidsrechters: Hansen, Jensen ( DEN) |
| 8 december 2024 15:30 | 8× 1×      | verslag | 1× 3× 1×     | Főnix Hall, Debrecen Toeschouwers: 1872 Scheidsrechters: Hansen, Jensen ( DEN) |

| 8 december 2024 18:00 | Hongarije  | 37-29   | Roemenië | Főnix Hall, Debrecen Toeschouwers: 4163 Scheidsrechters: Antić, Jakovljević ( SRB) |
| 8 december 2024 18:00 | Klujber 10 | (20-15) | Ostase 6 | Főnix Hall, Debrecen Toeschouwers: 4163 Scheidsrechters: Antić, Jakovljević ( SRB) |
| 8 december 2024 18:00 | 3×         | verslag | 4× 1×    | Főnix Hall, Debrecen Toeschouwers: 4163 Scheidsrechters: Antić, Jakovljević ( SRB) |

| 8 december 2024 20:30 | Zweden           | 27-31   | Frankrijk            | Főnix Hall, Debrecen Toeschouwers: 1679 Scheidsrechters: Brkić, Jusufhodžić ( AUT) |
| 8 december 2024 20:30 | Roberts, Axnér 4 | (13-19) | Horacek, Nze Minko 6 | Főnix Hall, Debrecen Toeschouwers: 1679 Scheidsrechters: Brkić, Jusufhodžić ( AUT) |
| 8 december 2024 20:30 | 1× 4×            | verslag | 4×                   | Főnix Hall, Debrecen Toeschouwers: 1679 Scheidsrechters: Brkić, Jusufhodžić ( AUT) |

| 10 december 2024 15:30 | Roemenië | 24-29   | Polen           | Főnix Hall, Debrecen Toeschouwers: 1273 Scheidsrechters: Braseth, Sundet ( NOR) |
| 10 december 2024 15:30 | Grozav 7 | (11-10) | Balsam, Nocuń 5 | Főnix Hall, Debrecen Toeschouwers: 1273 Scheidsrechters: Braseth, Sundet ( NOR) |
| 10 december 2024 15:30 | 5× 1×    | verslag | 3× 1×           | Főnix Hall, Debrecen Toeschouwers: 1273 Scheidsrechters: Braseth, Sundet ( NOR) |

| 10 december 2024 18:00 | Hongarije | 27-30   | Frankrijk          | Főnix Hall, Debrecen Toeschouwers: 3639 Scheidsrechters: Weijmans, Wolbertus ( NED) |
| 10 december 2024 18:00 | Klujber 9 | (13-13) | Foppa, Valentini 5 | Főnix Hall, Debrecen Toeschouwers: 3639 Scheidsrechters: Weijmans, Wolbertus ( NED) |
| 10 december 2024 18:00 | 1×        | verslag | 1× 3×              | Főnix Hall, Debrecen Toeschouwers: 3639 Scheidsrechters: Weijmans, Wolbertus ( NED) |

| 10 december 2024 20:30 | Zweden   | 25-24   | Montenegro | Főnix Hall, Debrecen Toeschouwers: 1569 Scheidsrechters: Barysas, Petrušis ( LTU) |
| 10 december 2024 20:30 | Hagman 6 | (14-14) | Jauković 9 | Főnix Hall, Debrecen Toeschouwers: 1569 Scheidsrechters: Barysas, Petrušis ( LTU) |
| 10 december 2024 20:30 | 3×       | verslag | 3×         | Főnix Hall, Debrecen Toeschouwers: 1569 Scheidsrechters: Barysas, Petrušis ( LTU) |

### Groep II
| Pos | Team            | Wed | W | G | V | Ptn | DV  | DT  | +/− | Kwalificatie              |
| --- | --------------- | --- | - | - | - | --- | --- | --- | --- | ------------------------- |
| 1   | Noorwegen       | 5   | 5 | 0 | 0 | 10  | 163 | 122 | +41 | Halve finales             |
| 2   | Denemarken      | 5   | 4 | 0 | 1 | 8   | 152 | 131 | +21 | Halve finales             |
| 3   | Nederland       | 5   | 3 | 0 | 2 | 6   | 139 | 134 | +5  | Wedstrijd om 5e/6e plaats |
| 4   | Duitsland       | 5   | 2 | 0 | 3 | 4   | 142 | 134 | +8  |                           |
| 5   | Slovenië        | 5   | 1 | 0 | 4 | 2   | 124 | 152 | −28 |                           |
| 6   | Zwitserland (G) | 5   | 0 | 0 | 5 | 0   | 135 | 182 | −47 |                           |

| 5 december 2024 15:30 | Zwitserland | 27-36   | Duitsland | Wiener Stadthalle, Wenen Toeschouwers: 2182 Scheidsrechters: I. Covalciuc, A. Covalciuc ( MDA) |
| 5 december 2024 15:30 | Schmid 8    | (14-18) | Hauf 6    | Wiener Stadthalle, Wenen Toeschouwers: 2182 Scheidsrechters: I. Covalciuc, A. Covalciuc ( MDA) |
| 5 december 2024 15:30 | 1×          | verslag | 2×        | Wiener Stadthalle, Wenen Toeschouwers: 2182 Scheidsrechters: I. Covalciuc, A. Covalciuc ( MDA) |

| 5 december 2024 18:00 | Nederland   | 26-22   | Slovenië | Wiener Stadthalle, Wenen Scheidsrechters: Barysas, Petrušis ( LTU) |
| 5 december 2024 18:00 | Malestein 6 | (14-10) | Stanko 7 | Wiener Stadthalle, Wenen Scheidsrechters: Barysas, Petrušis ( LTU) |
| 5 december 2024 18:00 | 1× 3×       | verslag | 4×       | Wiener Stadthalle, Wenen Scheidsrechters: Barysas, Petrušis ( LTU) |

| 5 december 2024 20:30 | Denemarken | 24-27   | Noorwegen           | Wiener Stadthalle, Wenen Toeschouwers: 2579 Scheidsrechters: Vujačić, Kažanegra ( MNE) |
| 5 december 2024 20:30 | Aagot 6    | (12-13) | Breistøl, Reistad 5 | Wiener Stadthalle, Wenen Toeschouwers: 2579 Scheidsrechters: Vujačić, Kažanegra ( MNE) |
| 5 december 2024 20:30 | 1× 4×      | verslag | 1× 2×               | Wiener Stadthalle, Wenen Toeschouwers: 2579 Scheidsrechters: Vujačić, Kažanegra ( MNE) |

| 7 december 2024 15:30 | Zwitserland          | 25-34   | Slovenië        | Wiener Stadthalle, Wenen Toeschouwers: 2612 Scheidsrechters: Praštalo, Balvan ( BIH) |
| 7 december 2024 15:30 | Emmenegger, Schmid 5 | (16-17) | Abina, Stanko 6 | Wiener Stadthalle, Wenen Toeschouwers: 2612 Scheidsrechters: Praštalo, Balvan ( BIH) |
| 7 december 2024 15:30 | 2× 1×                | verslag | 3×              | Wiener Stadthalle, Wenen Toeschouwers: 2612 Scheidsrechters: Praštalo, Balvan ( BIH) |

| 7 december 2024 18:00 | Denemarken           | 30-22   | Duitsland | Wiener Stadthalle, Wenen Toeschouwers: 4025 Scheidsrechters: Lovin, Stancu ( ROU) |
| 7 december 2024 18:00 | Hansen, Østergaard 6 | (15-13) | Antl 4    | Wiener Stadthalle, Wenen Toeschouwers: 4025 Scheidsrechters: Lovin, Stancu ( ROU) |
| 7 december 2024 18:00 | 2×                   | verslag | 2×        | Wiener Stadthalle, Wenen Toeschouwers: 4025 Scheidsrechters: Lovin, Stancu ( ROU) |

| 7 december 2024 20:30 | Nederland | 21-31   | Noorwegen | Wiener Stadthalle, Wenen Toeschouwers: 3267 Scheidsrechters: Carmaux, Mursch ( FRA) |
| 7 december 2024 20:30 | Nüsser 5  | (9-15)  | Herrem 6  | Wiener Stadthalle, Wenen Toeschouwers: 3267 Scheidsrechters: Carmaux, Mursch ( FRA) |
| 7 december 2024 20:30 | 2×        | verslag | 4×        | Wiener Stadthalle, Wenen Toeschouwers: 3267 Scheidsrechters: Carmaux, Mursch ( FRA) |

| 9 december 2024 15:30 | Zwitserland | 29-37   | Nederland   | Wiener Stadthalle, Wenen Toeschouwers: 1714 Scheidsrechters: Vujačić, Kažanegra ( MNE) |
| 9 december 2024 15:30 | Gautschi 6  | (17-24) | Sprengers 7 | Wiener Stadthalle, Wenen Toeschouwers: 1714 Scheidsrechters: Vujačić, Kažanegra ( MNE) |
| 9 december 2024 15:30 | 1×          | verslag | 2× 1×       | Wiener Stadthalle, Wenen Toeschouwers: 1714 Scheidsrechters: Vujačić, Kažanegra ( MNE) |

| 9 december 2024 18:00 | Noorwegen | 32-27   | Duitsland      | Wiener Stadthalle, Wenen Toeschouwers: 2677 Scheidsrechters: Praštalo, Balvan ( BIH) |
| 9 december 2024 18:00 | Reistad 9 | (19-13) | vier spelers 4 | Wiener Stadthalle, Wenen Toeschouwers: 2677 Scheidsrechters: Praštalo, Balvan ( BIH) |
| 9 december 2024 18:00 | 3×        | verslag | 2×             | Wiener Stadthalle, Wenen Toeschouwers: 2677 Scheidsrechters: Praštalo, Balvan ( BIH) |

| 9 december 2024 20:30 | Denemarken   | 33-26   | Slovenië | Wiener Stadthalle, Wenen Toeschouwers: 1719 Scheidsrechters: Álvarez, Bustamante ( ESP) |
| 9 december 2024 20:30 | Halilcevic 6 | (17-15) | Stanko 8 | Wiener Stadthalle, Wenen Toeschouwers: 1719 Scheidsrechters: Álvarez, Bustamante ( ESP) |
| 9 december 2024 20:30 | 1× 4×        | verslag | 5×       | Wiener Stadthalle, Wenen Toeschouwers: 1719 Scheidsrechters: Álvarez, Bustamante ( ESP) |

| 11 december 2024 15:30 | Slovenië       | 16-35   | Duitsland | Wiener Stadthalle, Wenen Toeschouwers: 1836 Scheidsrechters: Carmaux, Mursch ( FRA) |
| 11 december 2024 15:30 | drie spelers 3 | (11-17) | Lott 6    | Wiener Stadthalle, Wenen Toeschouwers: 1836 Scheidsrechters: Carmaux, Mursch ( FRA) |
| 11 december 2024 15:30 | 3×             | verslag | 5×        | Wiener Stadthalle, Wenen Toeschouwers: 1836 Scheidsrechters: Carmaux, Mursch ( FRA) |

| 11 december 2024 18:00 | Denemarken | 30-26   | Nederland   | Wiener Stadthalle, Wenen Toeschouwers: 2813 Scheidsrechters: I. Covalciuc, A. Covalciuc ( MDA) |
| 11 december 2024 18:00 | Hansen 7   | (15-13) | Housheer 10 | Wiener Stadthalle, Wenen Toeschouwers: 2813 Scheidsrechters: I. Covalciuc, A. Covalciuc ( MDA) |
| 11 december 2024 18:00 | 5×         | verslag | 4×          | Wiener Stadthalle, Wenen Toeschouwers: 2813 Scheidsrechters: I. Covalciuc, A. Covalciuc ( MDA) |

| 11 december 2024 20:30 | Zwitserland | 24-40   | Noorwegen                 | Wiener Stadthalle, Wenen Toeschouwers: 1521 Scheidsrechters: Lovin, Stancu ( ROU) |
| 11 december 2024 20:30 | Schmid 7    | (13-24) | Hovden, Solberg-Isaksen 5 | Wiener Stadthalle, Wenen Toeschouwers: 1521 Scheidsrechters: Lovin, Stancu ( ROU) |
| 11 december 2024 20:30 | 2×          | verslag | 1×                        | Wiener Stadthalle, Wenen Toeschouwers: 1521 Scheidsrechters: Lovin, Stancu ( ROU) |

## Eindronde

### Schema
|  | Halve finale     | Halve finale |                  |    | Finale | Finale |
|  |                  |              |                  |    |        |        |
|  | 13 december 2024 |              |                  |    |        |        |
|  |                  |              |                  |    |        |        |
|  | Frankrijk        | 22           |                  |    |        |        |
|  | Frankrijk        | 22           | 15 december 2024 |    |        |        |
|  | Denemarken       | 24           |                  |    |        |        |
|  | Denemarken       | 24           | Denemarken       | 23 |        |        |
|  | 13 december 2024 |              | Denemarken       | 23 |        |        |
|  |                  | Noorwegen    | 31               |    |        |        |
|  | Hongarije        | Noorwegen    | 31               | 22 |        |        |
|  | Hongarije        |              |                  | 22 |        |        |
|  | Noorwegen        | 30           |                  |    |        |        |
|  | Noorwegen        | 30           | Troostfinale     |    |        |        |
|  |                  |              |                  |    |        |        |
|  | 15 december 2024 |              |                  |    |        |        |
|  |                  |              |                  |    |        |        |
|  | Frankrijk        | 24           |                  |    |        |        |
|  | Frankrijk        | 24           |                  |    |        |        |
|  | Hongarije        | 25           |                  |    |        |        |

### Wedstrijd om 5e/6e plaats
| 13 december 2024 15:00 | Zweden               | 33-32   | Nederland  | Wiener Stadthalle, Wenen Toeschouwers: 3132 Scheidsrechters: Balvan, Praštalo ( BIH) |
| 13 december 2024 15:00 | Lindqvist, Roberts 8 | (15–15) | Housheer 9 | Wiener Stadthalle, Wenen Toeschouwers: 3132 Scheidsrechters: Balvan, Praštalo ( BIH) |
| 13 december 2024 15:00 | 2×                   | verslag | 1× 6×      | Wiener Stadthalle, Wenen Toeschouwers: 3132 Scheidsrechters: Balvan, Praštalo ( BIH) |

### Halve finales
| 13 december 2024 17:45 | Hongarije | 22-30   | Noorwegen | Wiener Stadthalle, Wenen Toeschouwers: 8017 Scheidsrechters: Álvarez, Bustamante ( ESP) |
| 13 december 2024 17:45 | Klujber 5 | (11–13) | Reistad 7 | Wiener Stadthalle, Wenen Toeschouwers: 8017 Scheidsrechters: Álvarez, Bustamante ( ESP) |
| 13 december 2024 17:45 | 4×        | verslag | 5×        | Wiener Stadthalle, Wenen Toeschouwers: 8017 Scheidsrechters: Álvarez, Bustamante ( ESP) |

| 13 december 2024 20:30 | Frankrijk | 22-24   | Denemarken | Wiener Stadthalle, Wenen Toeschouwers: 7754 Scheidsrechters: Lovin, Stancu ( ROU) |
| 13 december 2024 20:30 | Foppa 4   | (11-13) | Hansen 7   | Wiener Stadthalle, Wenen Toeschouwers: 7754 Scheidsrechters: Lovin, Stancu ( ROU) |
| 13 december 2024 20:30 | 2×        | verslag | 1× 2×      | Wiener Stadthalle, Wenen Toeschouwers: 7754 Scheidsrechters: Lovin, Stancu ( ROU) |

### Wedstrijd om 3e/4e plaats
| 15 december 2024 15:15 | Frankrijk      | 24-25   | Hongarije | Wiener Stadthalle, Wenen Toeschouwers: 8775 Scheidsrechters: A. Covalciuc, I. Covalciuc ( MDA) |
| 15 december 2024 15:15 | drie spelers 4 | (12–13) | Klujber 9 | Wiener Stadthalle, Wenen Toeschouwers: 8775 Scheidsrechters: A. Covalciuc, I. Covalciuc ( MDA) |
| 15 december 2024 15:15 | 3×             | verslag | 1×        | Wiener Stadthalle, Wenen Toeschouwers: 8775 Scheidsrechters: A. Covalciuc, I. Covalciuc ( MDA) |

### Finale
| 15 december 2024 18:00 | Denemarken        | 23-31   | Noorwegen | Wiener Stadthalle, Wenen Scheidsrechters: Antić, Jakovljević ( SRB) |
| 15 december 2024 18:00 | Hansen, Højlund 5 | (12-13) | Reistad 8 | Wiener Stadthalle, Wenen Scheidsrechters: Antić, Jakovljević ( SRB) |
| 15 december 2024 18:00 | 5× 1×             | verslag | 1× 2×     | Wiener Stadthalle, Wenen Scheidsrechters: Antić, Jakovljević ( SRB) |

## Eindrangschikking en onderscheidingen

### Eindrangschikking
| Rang   | Ploeg           |
| ------ | --------------- |
| Goud   | Noorwegen       |
| Zilver | Denemarken      |
| Brons  | Hongarije       |
| 4      | Frankrijk       |
| 5      | Zweden          |
| 6      | Nederland       |
| 7      | Duitsland       |
| 8      | Montenegro      |
| 9      | Polen           |
| 10     | Slovenië        |
| 11     | Roemenië        |
| 12     | Zwitserland     |
| 13     | Spanje          |
| 14     | Oostenrijk      |
| 15     | Tsjechië        |
| 16     | IJsland         |
| 17     | Faeröer         |
| 18     | Noord-Macedonië |
| 19     | Kroatië         |
| 20     | Turkije         |
| 21     | Servië          |
| 22     | Portugal        |
| 23     | Oekraïne        |
| 24     | Slowakije       |

|  | Gekwalificeerd voor het wereldkampioenschap 2025 |